# Paraliparis obliquosus
Paraliparis obliquosus és una espècie de peix pertanyent a la família dels lipàrids.

## Descripció
- Fa 10,1 cm de llargària màxima.[5]

## Hàbitat
És un peix marí i batidemersal que viu entre 350 i 1.345 m de fondària.

## Distribució geogràfica
Es troba a l'oceà Antàrtic: les illes Kerguelen i Crozet.

## Observacions
És inofensiu per als humans.